# Альвеолярний абруптивний спирант
Альвеолярний абруптивний спирант — тип приголосного звука, що існує в деяких людських мовах. Символ Міжнародного фонетичного алфавіту для цього звука — sʼ, а відповідний символ X-SAMPA — s_>.